# Thorstein Stryken
Thorstein Stryken (* 3. Dezember 1900 in Jessheim; † 21. September 1965 ebenda) war ein norwegischer Radrennfahrer.

## Sportliche Laufbahn
Er war Teilnehmer der Olympischen Sommerspiele 1920 in Antwerpen. Beim Sieg von Harry Stenquist wurde er 41. im olympischen Straßenrennen. Mit dem norwegischen Team wurde er als 8. in der Mannschaftswertung klassiert.
1918 wurde er mit dem Königs-Pokal geehrt.

## Berufliches
Stryken war als Polizist in Grorud tätig. Später arbeitete er gemeinsam mit seinem Bruder auf der elterlichen Farm.

## Familiäres
Sein Bruder Thomas Stryken war ebenfalls als Radrennfahrer aktiv.